# أندي ميلنر
أندي ميلنر (بالإنجليزية: Andy Milner)‏ (10 فبراير 1971 في المملكة المتحدة - ) هو لاعب كرة قدم بريطاني في مركز الهجوم. لعب مع مانشستر سيتي ونادي روتشديل ونادي هيرفورد ونادي تشستر سيتي وكندل تاون ‏ ونورثويتش فيكتوريا ونادي موركامب.

## وصلات خارجية
- أندي ميلنر على موقع قاعدة بيانات كرة القدم.إي يو (الإنجليزية)
- أندي ميلنر على موقع Soccerbase.com (لاعب) (الإنجليزية)